# Lecithocera ichorodes
Lecithocera ichorodes – gatunek motyla z rodziny Lecithoceridae i podrodziny Lecithocerinae.
Gatunek ten opisany został w 1910 roku przez Edwarda Meyricka, który jako miejsce typowe wskazał góry Nilgiri. W 1925 roku wyznaczony został gatunkiem typowym nowego rodzaju Periphorectis, który później uległ zsynonimizowaniu.
Motyl o brunatnoszarej z ochrowożółtymi bokami głowie, białawoochrowych czułkach, ciemnobrunatnoszarych z ochrowobiałym wierzchołkiem głaszczkach i brunatnoszarym tułowiu. Przednie skrzydła o rozpiętości 15 mm raczej wąskie i wydłużone, ku tyłowi nieco rozszerzone, o krawędzi kostalnej nieco łukowatej, tępym wierzchołku i skośnym, prostym termenie. Barwa skrzydeł przednich brunatnoszara z białawobrunatno zaznaczonymi żyłkami i białawobrunatno-ciemnobrunatnoszarymi strzępinami. Tylne skrzydła jasnoszare z białawoochrowymiszarymi strzępinami. Odwłok białawoszary z czarniawymi bokami w części tylnej.
Gatunek endemiczny dla południowych Indii.